# Chiesa di San Rocco (Melicuccà)
La chiesa di San Rocco è un luogo di culto cattolico di Melicuccà.

## Storia
La chiesa venne eretta nel XVII secolo, per iniziativa privata, probabilmente su un impianto più antico, ed era la sede dell'omonima confraternita. Difatti la sua esistenza è attestata già nel 1679. 
All'inizio del Novecento risultava  già essere in stato di abbandono. 

## Descrizione
L'edificio, in stile barocco, attualmente è ridotto in stato di rudere, anche se restaurato. A navata unica, conserva ancora quasi intatto il bel portale lapideo in stile barocco e parte delle mura perimetrali.

## Titoli
- Chiesa sussidiaria. Il luogo di culto appartiene alla Parrocchia di Chiesa di San Giovanni Battista.[1]